# It's Gonna Be Me (canción de 'N Sync)
«It's Gonna Be Me» es una canción de *NSYNC, lanzada como el segundo sencillo de su álbum No Strings Attached. Las letras son dirigidas a una mujer con aparentes problemas de apego conectados con malas experiencias de relaciones anteriores. El líder de la banda asegura que ella "no los prefiere" y que él está preparado para esperarla para solucionar sus problemas. Cuando ella está lista para amar de nuevo a alguien, le dice "It's gonna be me".
La canción fue la única de 'N Sync en llegar al primer lugar del Billboard Hot 100. Encabezó la lista por dos semanas. Ha sido certificado como disco de oro por la RIAA.

## Lista de canciones
US sencillo 1 edición limitada
1. «Sencillo versión» 3:10
2. Maurice Joshua Radio Mix 4:11

US sencillo 2
1. "Single Version"  3:10
2. "Jack D. Elliot Remix (Radio Edit)" 3:49
3. "Digital Black-N-Groove Club Mix" 8:07
4. "Jazzy Jim's Remix" 3:49
5. "Azza's Groove Mix" 3:46
6. "Jack D. Elliot Club Mix" 6:04
7. "Digital Black-N-Dub" 5:15

US Vinyl
1. "Digital Black-N-Groove Club Mix" 8:05
2. "Radio Edit" 3:11
3. "Riprock & Alex G Club Remix" 4:53

International Single
1. "It's Gonna Be Me" [Single Version] 3:10
2. "It's Gonna Be Me" [Instrumental] 3:13
3. "This Is Where the Party's At"  3:42
4. "Bye Bye Bye" [Teddy Riley Mix] 3:40

## Video musical
El video musical fue filmado el 27 de abril de 2000, y fue dirigido por Wayne Isham. Fue estrenado en el programa de MTV "Making the Video", el video musical de la canción comienza en una gran tienda de juguetes, con "Bye Bye Bye" siendo reproducido de fondo. Cada miembro del grupo es una versión animada en juguete plástico de sí mismo en una caja similar a la de su portada de álbum. Ellos golpean parte frontal plástica de sus cajas e intentan captar la atención de la cliente Kim Smith para que los puedan comprar. Un ejército de hombres cae, invaden sus cajas, y se ríen de ellos cuando son comprados.
Luego, los chicos ven un set de muñecas tipo Barbie y van a salir con ellos. Las Barbies arrojan una red en ellos, y nuevamente los buscan cuando son compradas y no los de 'N Sync.
Finalmente, el grupo vuelve a su lugar y hacen un baile para la cliente. Ella los compra, y al escanearlos, cada muñeco se convierte en la versión de la vida real.
Todo esto es intercalado con la banda en un cuarto iluminado de colores cantando y bailando con las luces cambiando de colores.
Kim Smith también aparece como la titiritera en "Bye Bye Bye".
Después del éxito del video, muñecos como esos interpretados por la banda fueron creados. Ellos también tuvieron cuerdas enganchadas como referencia al exitoso video del grupo "Bye Bye Bye".
Según el popular programa de VH1, Pop-Up Video, los integrantes del grupo aseguraban que el concepto del vídeo nacía de que estaban hartos de que los llamaran "Juguetes Empaquetados" dada su reputación de Boy band Pop; Por lo que decidieron satirizar esto con su famoso videoclip.
El video debutó en TRL el 23 de mayo de 2000.

## En la cultura popular
Tras el lanzamiento del video, se crearon muñecos como las que retrató la banda, con cuerdas unidas como referencia al exitoso video del grupo "Bye Bye Bye".
A lo largo de la canción, Justin Timberlake pronuncia la palabra "me" (inglés para “yo”) de modo que suene más como "may" (mayo en inglés), particularmente al final de la canción. Esta rareza ha llevado a una moda en internet en la que los memes de la cara de Timberlake sobre la inscripción "It’s Gonna Be May!" (“¡Va a ser mayo!” en inglés) son compartidos en Internet por numerosos usuarios cada 30 de abril (incluido el expresidente de los Estados Unidos, Barack Obama, y el propio Timberlake). Las visitas en YouTube también acumulan cinco veces más visitas diarias el 30 de abril que a mediados de abril, siete veces más búsquedas y un 23% más de vistas en todos los videos musicales de *NSYNC. Cuando se le preguntó por qué se había pronunciado "me" de esa manera, respondió que el productor Martin le había pedido que cantara la palabra de esa manera, ya que probablemente quería que Timberlake sonara como si fuera de Tennessee.
En 2016, Fall Out Boy creó un video musical de seguimiento para su canción "Irresistible" con Demi Lovato, que también está dirigida por Isham e incluye cameos de Chris Kirkpatrick como trabajador de una fábrica de juguetes y Joey Fatone como empleado de una tienda de juguetes.
En 2022 llega a formar parte de la banda sonora de la nueva película de Walt Disney Pictures y Pixar Animation Studios, Turning Red .

## Posiciones en la lista de éxitos
| Listas (2000-2001)        | Mejor posición |
| ------------------------- | -------------- |
| Australian Singles Chart  | 11             |
| Austrian Singles Chart    | 40             |
| Top Singles               | 1              |
| Adult Contemporary        | 27             |
| Official Charts Company   | 11             |
| Ultratip Flanders         | 2              |
| Ultratip Valonia          | 9              |
| Ireland                   | 23             |
| Single Top 100            | 30             |
| Netherlands Top 40        | 28             |
| Official German Charts    | 37             |
| Italian Singles Chart     | 13             |
| New Zealand Singles Chart | 7              |
| Norwegian Singles Chart   | 11             |
| Salvadoran Singles Chart  | 1              |
| Swedish Singles Chart     | 6              |
| Swiss Singles Chart       | 39             |
| UK Singles Chart          | 9              |
| UK Indie Singles Chart    | 2              |
| U.S. Billboard Hot 100    | 1              |
| U.S. Adult Top 40         | 28             |
| U.S. Mainstream Top 40    | 1              |
| U.S. Rhythmic             | 7              |